# 阿達米夫卡 (別爾哥羅德-德涅斯特羅夫斯基區)
46°0′44″N 30°13′12″E / 46.01222°N 30.22000°E
阿達米夫卡（烏克蘭語：Адамівка）是位於烏克蘭西南部的村莊，由敖德萨州裡比爾霍羅德-德涅斯特羅夫斯基區的沙博市鎮負責管轄。該村始建於1798年，面積0.7平方公里，2001年人口439，人口密度每平方公里627.14人。